# 文法範疇
文法範畴（ぶんぽうはんちゅう、grammatical category）または文法カテゴリー（ぶんぽうカテゴリー）とは
- 文の構成要素を文法的特徴によって分類したもの。名詞、動詞などの品詞分類、主語、述語などの文法機能の分類が含まれる[1]。
- 語形変化などの文法的手段によって表現される意味機能の区別の分類[2]:122,[1]。その中でも特に、語形変化（屈折）の原理となる分類（＝語の屈折素性）を指す[3]。同じ文法範畴に属する要素からはただ一つが選択される[4]（＝対立する）。また文法範畴の区別は必ず表現しなければならない（＝義務的である）。

## 品詞・統語範畴
語を文法的特徴によって分類したのが品詞であり、名詞や動詞などがおもな品詞である。文の様々なレベルの構成要素（構成素）を統語的特徴によって分類したのが統語範畴であり、名詞、動詞、名詞句、動詞句などが含まれる。

## 文法機能
節の基本的な構成要素が他の要素に対して持つ関係による分類を文法機能と言い、特に文法範疇と区別する用語法もある。たとえば、主語や目的語といった文法関係は名詞句が持ちうる文法機能であり、述語はおもに動詞の担う文法機能である。

## 屈折素性
一つの語が意味機能に応じて形を変えることを語形変化（屈折）と言う。語形変化によって表される意味機能の区別の分類を文法範畴または屈折素性（くっせつそせい、inflectional feature）と言う。
たとえば、英語の可算名詞は、何も付かなければ 1 つのものを、-s を付ければ複数のものを表す。つまり、表すものの数（かず）に応じて語の形が変わる（＝語形変化する）。したがって、英語の可算名詞には表すものの数を区別する文法範畴がある、ということになる（ちなみに、このような文法範畴を数（すう）と言う）。
代表的な文法範畴には性、数、人称、格、時制（テンス）、相（アスペクト）、法（ムード）などがある。
同じ文法範畴からはただ一つが選ばれるが、異なる文法範畴は一般に独立である。例えば日本語の動詞の文法範畴のうち、極性と時制だけを取り上げると、それぞれ肯定と否定、非過去と過去の 2 種類ずつあるので、全部で 4 種類になる。
|      |        | 極性     | 極性           |
| 肯定 | 否定   |          |                |
| ---- | ------ | -------- | -------------- |
| 時制 | 非過去 | はなす   | はなさない     |
| 時制 | 過去   | はなした | はなさなかった |

### 文法範畴と語形変化の独立性
Dixon（2009）によれば、文法範畴の区別は必ずしも語形変化で表される必要はない。
たとえば、格と接置詞はしばしば区別されるが、両者が表す意味機能の区別は同種のものであって、語形変化として実現するものを格、語として実現するものを接置詞と呼んでいるにすぎない。
しかし、語形変化によるものだけを文法範畴として考える研究者は多い。